# Knight

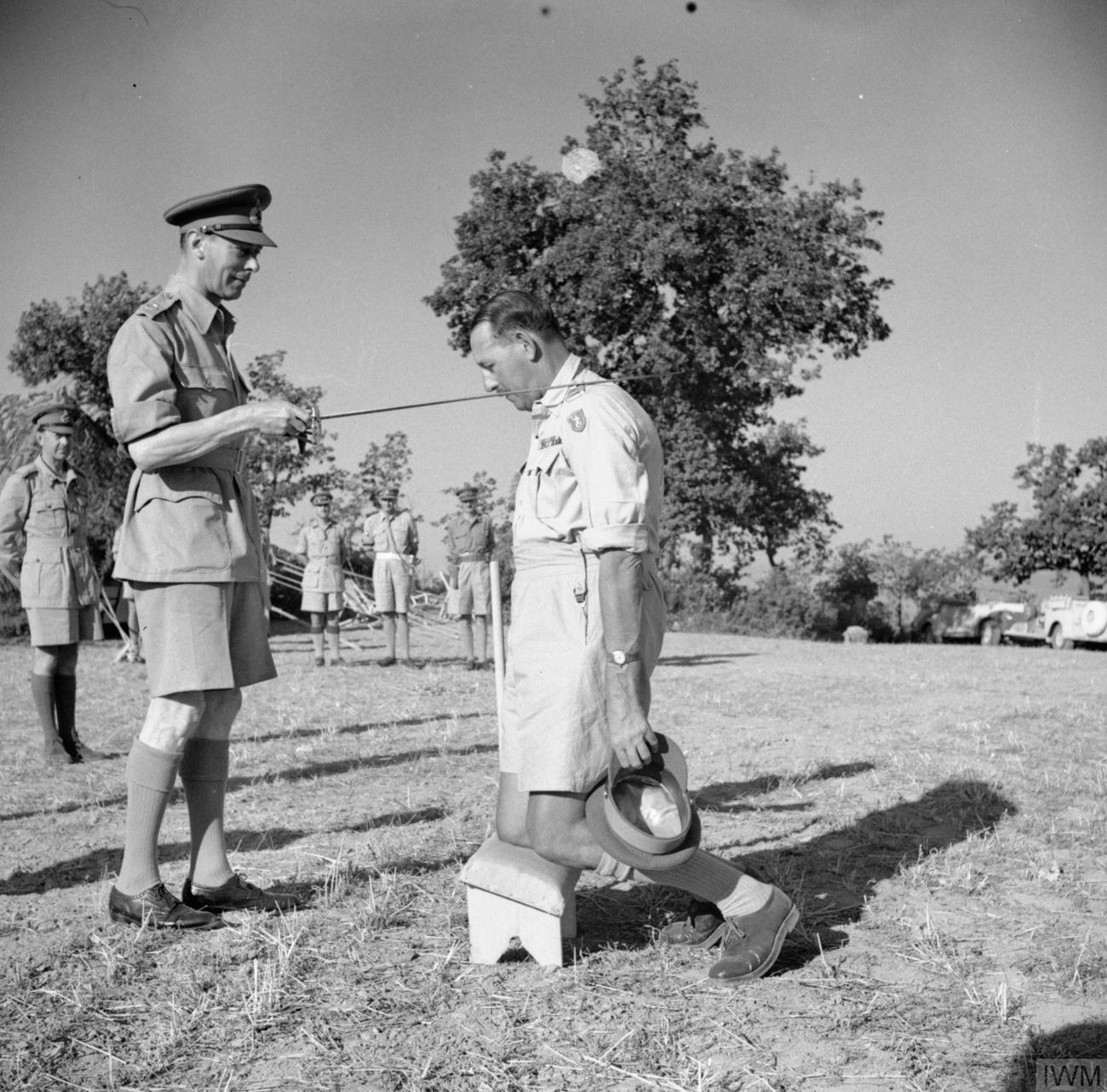
Georg VI. schlägt General Oliver Leese während des Zweiten Weltkriegs in Italien zum Ritter (26. Juli 1944)

Knight (englisch für Ritter) ist der niedrigste Rang innerhalb des Adels in Großbritannien, der aus dem mittelalterlichen Heerwesen hervorgegangen ist. Das Wort ist etymologisch eng verwandt mit dem deutschen Wort Knecht und deutet darauf hin, dass das englische Rittertum historisch stärker von der Dienstpflicht gegenüber dem König geprägt war als das relativ stärker von Privilegien geprägte Rittertum in Kontinentaleuropa. Männliche Knights stellen ihrem Namen das Prädikat Sir ([sɜː(ɹ)]) voran, weibliche Knights benutzen das Prädikat Dame ([deɪ̯m]). 
Die Würde ist nicht erblich und wird ausschließlich vom britischen Monarchen verliehen. Man erhält sie heute entweder durch 
1. Ernennung zum Knight Bachelor, oder
2. Aufnahme in einen der staatlichen Ritterorden (bei einklassigen Orden z. B. als Knight/Dame Companion oder im Fall der mehrklassigen Orden z. B. als Knight/Dame Commander oder als Knight/Dame Grand Cross), siehe Orden und Ehrenzeichen des Vereinigten Königreichs, auch einige staatliche Ritterorden der Commonwealth Realms sind mit entsprechenden Ritterwürden verbunden.

Für alle Knights erfolgt die Investitur grundsätzlich durch Ritterschlag vom britischen Monarchen (aktuell: Charles III.) oder von einem von ihm eingesetzten Stellvertreter. Die Bezeichnung eines weiblichen Knights ist Dame, weibliche Knights des Hosenbandordens und des Distelordens werden als Lady bezeichnet. Zum Knight Bachelor existiert keine weibliche Entsprechung, diese Würde kann ausschließlich an Männer verliehen werden. Weibliche Knights können ihren Titel somit ausschließlich als Mitglieder eines staatlichen Ritterordens erlangen. Die Würde eines Knights ist als persönlicher Adelstitel nicht erblich, sie muss daher von einer Person immer erst erworben werden und erlischt mit deren Tod.
In der Hierarchie des britischen Adels ist dem Knight der erbliche Baronet übergeordnet; beide zusammen bilden die Gentry. Die Knights der staatlichen Ritterorden sind wiederum den Knights Bachelor übergeordnet.
Die Würde eines Knights wird vom Monarchen als Auszeichnung für besonders verdiente Zivilisten und Militärs gewährt. In einige Ritterorden können auch Personen aufgenommen werden, die nicht Bürger eines Commonwealth Realm sind; in ihrem Fall führt dies aber anders als bei Untertanen der britischen Krone nicht zu einer Nobilitierung. Beispiele sind etwa Bob Geldof oder Paul Hewson (Bono), die beide ehrenhalber von Königin Elisabeth II. zum Knight Commander des Order of the British Empire (KBE) erhoben worden sind, da beide irischer Nationalität sind und ihr Heimatland kein Commonwealth Realm ist, aber nicht zum Ritter geschlagen worden sind und somit den Namenszusatz Sir nicht benützen dürfen, oder auch der US-Bürger Norman Schwarzkopf junior, welcher ehrenhalber zum Knight Commander des Order of the Bath (KCB) erhoben worden ist. Illustrativ ist auch das Beispiel des Ralf Dahrendorf, der 1982 mit deutscher Nationalität zum Knight Commander des Order of the British Empire (KBE) erhoben worden ist. Erst nachdem er 1988 die britische Staatsbürgerschaft per Naturalisation angenommen hatte, wurde der Ritterschlag nachgeholt und er durfte sich nun „Sir Ralf Dahrendorf“ nennen. 1993 wurde er als Baron Dahrendorf zum Life Peer erhoben und führte seitdem statt dem „Sir“ die ranghöhere Anrede „Lord Dahrendorf“.
Im Mittelalter wurde bei englischen Knights ursprünglich zwischen zwei Rängen, den ranghöheren Bannerets und den rangniederen Bachelors unterschieden. Die Bachelors geboten über keine eigenen adligen Vasallen und standen im englischen Heerbann nur ihrer Lanze als Kampfgemeinschaft vor. Sie gehorchten im Kriegsfall einem Banneret, der ihre Lanzen zu einem Banner vereinigte. Im Laufe der Zeit entstanden parallel staatliche Ritterorden, deren Knights zwischen denen der Bannerets und der Bachelors rangierten. Der Titel eines Knight Banneret wurde im Zuge der nachlassenden militärischen Bedeutung der Ritter nach 1642 nur noch einmalig nach der Schlacht von Dettingen 1743 verliehen, danach nicht mehr.
Während des Mittelalters gab es zudem die Ritterwürde eines Knights of the Bath, die mit einer besonderen Initiationszeremonie verliehen wurde und im Rang zwischen dem Bachelor und dem Banneret rangierte. Diese Würde wurde letztmals 1661 verliehen.